# Antoni Bochm
Antoni Bochm (ur. 29 marca 1969 w Miedźnej) – polski oblat, od 15 października 2014 do 22 października 2016 prowincjał tego zgromadzenia, katecheta, doktor katechetyki.

## Życiorys
Antoni Bochm urodził się 29 marca 1969 w miejscowości Miedźna w archidiecezji katowickiej. Po zakończeniu szkoły podstawowej i zawodowej, kontynuował naukę w Technikum Budowlanym w Tychach. W 1990 tym samym roku podjął studia na Wydziale Budownictwa Politechniki Śląskiej w Gliwicach. Po zaliczeniu II roku studiów wziął urlop dziekański. We wrześniu 1992 r. wstąpił do Zgromadzenia Misjonarzy Oblatów Maryi Niepokalanej i rozpoczął nowicjat na Świętym Krzyżu. Po złożeniu pierwszych ślubów zakonnych rozpoczął studia w Wyższym Seminarium Duchownym Misjonarzy Oblatów Maryi Niepokalanej w Obrze. Po drugim roku studiów został skierowany na studia teologiczne na Papieskim Uniwersytecie Gregoriańskim w Rzymie. Tam złożył śluby wieczyste 4 stycznia 1998. Po ukończeniu studiów teologicznych w Rzymie i przyjęciu święceń diakonatu (2 maja 1998) odbył roczny staż pastoralny w parafii pw. Najświętszego Serca Pana Jezusa w Katowicach. 19 czerwca 1999 w Obrze otrzymał święcenia prezbiteratu i został mianowany wikariuszem w parafii, w której odbywał staż.
Przełożeni skierowali go w 2000 na studia doktoranckie z katechetyki na Katolickim Uniwersytecie Lubelskim. Tam w 2002 zdał egzamin licencjacki, po którym został przeniesiony do posługi w oblackim WSD w Obrze, a następnie w 2004 obronił pracę doktorską. W seminarium powierzono mu funkcję ojca duchownego oraz prowadzenie zajęć z katechetyki. W latach 2008–2014 był rektorem i przełożonym miejscowej wspólnoty zakonnej. Posługę tę pełnił do czerwca 2014. W międzyczasie od 2010 przez cztery lata był pierwszym radnym w radzie prowincjalnej. Decyzją superiora generalnego Oblatów został dnia 11 września 2014 mianowany prowincjałem polskiej prowincji zgromadzenia. Urząd ten objął 15 października 2014 w Obrze.
W 2016 został zamianowany Radnym Generalnym na Europę, dlatego złożył rezygnację z pełnienia funkcji Prowincjała Polskiej Prowincji Misjonarzy Oblatów Maryi Niepokalanej. Podczas wakatu jego obowiązki pełnił o. Marian Puchała OMI. 17 lutego 2017 nowym prowincjałem został o. dr hab. Paweł Zając OMI.
W 2022 został wybrany na Wikariusza Generalnego Misjonarzy Oblatów Maryi Niepokalanej.